# 大拉什切市鎮

大拉什切市镇於斯洛維尼亞的位置

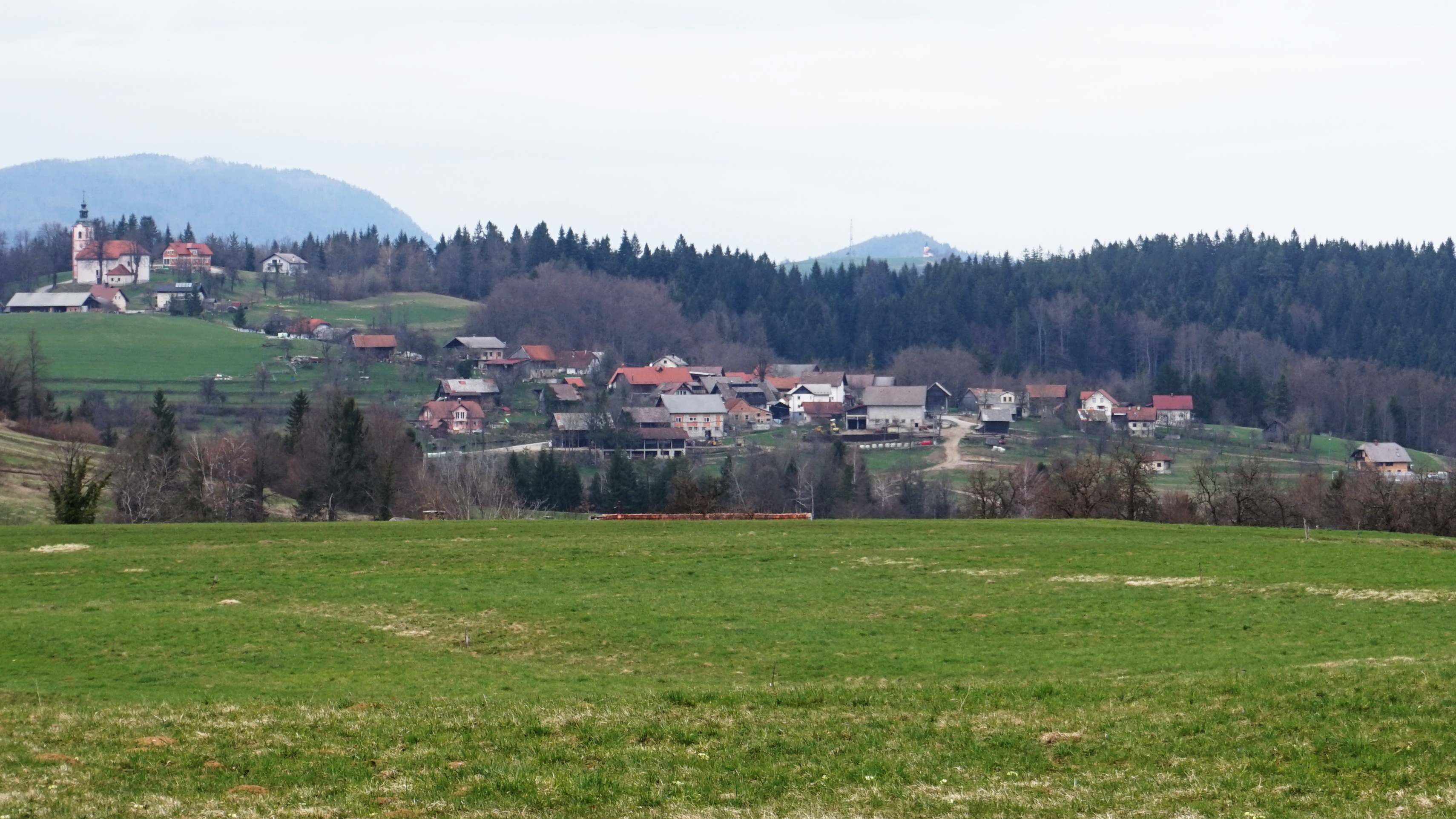
市镇内一村庄

大拉什切市镇是斯洛文尼亞南部的一个市镇，行政中心为大拉什切。市镇面積为103.2平方公里，2011年人口数量为4,190人。

## 外部連結
- 官方网站  （斯洛文尼亚文）
- Municipality of Velike Lašče on Geopedia （页面存档备份，存于）